# 千野共美
千野 共美（ちの ともみ、1948年 - ）は、長野県長野市出身の前衛いけばな作家、華道家。中川幸夫の妻である半田唄子に師事。半田唄子の死後、中川幸夫のアシスタントを務めた。花の教室を主宰、花を教える他、いけこみ等の仕事に携わる。現在、東京都国立市在住。

## 略歴
- 1966年 花を習いはじめる。
- 1970年 法政大学社会学部を卒業。
- 1980年 半田唄子に師事。
- 1987年 初個展を開催。（旅人木・国立市）
- 1990年 「90皿盤展」を開催。（旅人木・国立市）ガラス:中川幸夫、陶盤:梶川智志、花:中川幸夫／千野共美
- 1993年 個展開催。（ギャルリー・イグレック・国立市）
- 1994年 個展開催。（松葉屋ギャラリー・長野市）

## 出版物
- 「千野共美の花」　2006年　美術出版社 ISBN 4-568-10357-6